# Sierra Leona en los Juegos Olímpicos de Sídney 2000
Sierra Leona estuvo representada en los Juegos Olímpicos de Sídney 2000 por tres deportistas, dos hombres y una mujer, que compitieron en dos deportes.
La portadora de la bandera en la ceremonia de apertura fue la atleta Ekundayo Williams. El equipo olímpico sierraleonés no obtuvo ninguna medalla en estos Juegos.